# Albé
 Albé (en alsacià Erlebàch) és un municipi francès, situat a la regió del Gran Est, al departament del Baix Rin. L'any 2006 tenia 473 habitants. Limita a l'oest amb Breitenbach, al nord amb Andlau, al nord-est amb Villé.
Forma part del cantó de Mutzig, del districte de Sélestat-Erstein i de la Comunitat de comunes de la Vall de Villé.

## Demografia
| 1962 | 1968 | 1975 | 1982 | 1990 | 1999 |
| ---- | ---- | ---- | ---- | ---- | ---- |
| 501  | 501  | 439  | 457  | 439  | 453  |

## Administració
| Període | Identitat      | Partit |
| ------- | -------------- | ------ |
| 2001-   | Maurice Kubler |        |